# Янсітово
Янсі́тово (рос. Янситово, марій. Шӱргыял) — присілок у складі Моркинського району Марій Ел, Росія. Входить до складу Моркинського міського поселення.

## Населення
Населення — 77 осіб (2010; 101 у 2002).
Національний склад (станом на 2002 рік):
- лучні марійці — 98 %